# Meurtre dans la 17e avenue
Pour plus de détails, voir Fiche technique et Distribution.
Meurtre dans la 17e avenue (Casa d'appuntamento) est un giallo italien coécrit et réalisé par Ferdinando Merighi , sorti en 1972.

## Synopsis
Un jeune homme jaloux, Antoine, est amoureux d'une prostituée, Francine, qu'il assassine dans un bordel parisien. Il est aussitôt arrêté et condamné à mort. Alors qu'il réussit à s'évader, il meurt décapité dans sa fuite. Après avoir récupéré la tête du défunt, le professeur Waldemar l'utilise à des fins scientifiques. Plusieurs autres meurtres sont alors signalés près des maisons closes de la région. Tous les témoins, des prostituées, qui ont accablé Antoine sont tués par un mystérieux tueur en série. Peu de temps avant sa condamnation et sa mort, Antoine a proféré une malédiction contre ses accusatrices en leur annonçant qu'il se vengera. Un inspecteur enquête sur cette intrigante série de meurtres et cette vengeance d'outre-tombe…

## Fiche technique
- Titre original : Casa d'appuntamento
- Titre français : Meurtre dans la 17e avenue ou Maison de rendez-vous[1]
- Réalisation : Ferdinando Merighi (sous le nom de « F.L. Morris »)
- Scénario : Paolo Daniele, Marius Mattei, Ferdinando Merighi et Dick Randall (sous le nom de « Robert Oliver »)
- Montage : Bruno Mattei
- Musique : Bruno Nicolai
- Photographie : Mario Mancini et Gunter Otto
- Production : Marius Mattei et Dick Randall
- Sociétés de production : Costantino International Films et Gopa-Film
- Société de distribution : Florida Cinematografica
- Pays d'origine :  Italie,  Allemagne de l'Ouest
- Langue originale : italien
- Format : couleur
- Genre : giallo
- Durée : 83 minutes
- Dates de sortie : 
  - Italie : 16 juin 1972
  - France : 9 mai 1979
  - Allemagne de l'Ouest : 2 septembre 1983

## Distribution
- Anita Ekberg : Madame Colette
- Rosalba Neri : Marianne
- Evelyne Kraft : Eleonora
- Howard Vernon : professeur Waldemar
- Pietro Martellanza (crédité comme Peter Martell) : Antoine Gottvalles
- Barbara Bouchet : Francine
- Robert Sacchi : inspecteur Fontaine
- Eva Astor : Florence
- Renato Romano : Mr Randall
- Rolf Eden : Pepi
- Piera Viotti : Tina
- William Alexander : George
- Ada Pometti : Doris la servante
- Alessandro Perrella : l'amoureux de Doris
- Gordon Mitchell : un client dans le night-club (non crédité)
- Mike Monty : détective (non crédité)
- Xiro Papas : le voleur dans le bar (non crédité)
- Riccardo Petrazzi : un homme réparant un van (non crédité)
- Dick Randall : Mr Hassan (non crédité)
- Goffredo Unger : un homme réparant un van (non crédité)